# Mandarin Oriental (Париж)
Mandarin Oriental Paris — парижский пятизвёздочный отель, расположенный в I округе, по адресу улица Сент-Оноре, 251. Открылся в 2011 году под управлением гонконгской гостиничной сети Mandarin Oriental Hotel Group, имеет статус «дворца» (palace).

## История
С 1807 года на данном участке улицы Сент-Оноре существовал концертный зал Цирк «Олимпик». До 1890 года на месте современного отеля располагался Бальный зал Валентино, до 1926 года — Новый цирк; в 1930-х годах было построено нынешнее здание.
Здание в стиле ар-деко, купленное группой SFL в 2006 году, было реконструировано согласно стандарту высокого качества окружающей среды под руководством архитектора Жан-Мишеля Вильмотта и генерального менеджера Филиппа Лебёфа. За кухню отвечал шеф-повар Тьерри Маркс, за декор интерьеров — Сибилла де Маржери, за мебель — дизайнер Брюно де Комон, за дизайн ресторана и бара — Патрик Жуэн и Санджит Манку; внутренний сад создали компания Wilmotte & Associés в сотрудничестве с ландшафтными дизайнерами Франсуа Нево и Бернаром Руйе. Открытие отеля, получившего 5 звёзд, состоялось 28 июня 2011 года. В 2013 году парижский оператор недвижимости Societe Fonciere Lyonnaise продал отель и два магазина гонконгскому холдингу Jardine Matheson за 290 млн евро. В 2014 году парижский Mandarin Oriental получил статус «дворца».

## Структура
Mandarin Oriental Paris имеет 135 номеров, включая семь двухуровневых люксов, ресторан французской кухни «Camélia», бар «8» и большой спа-центр. На первом этаже здания расположены магазины Versace и Ports 1961, имеющие отдельные входы с улицы Сент-Оноре.
В шаговой доступности от Mandarin Oriental расположены Вандомская площадь, улица Риволи, сад Тюильри, площадь Согласия и площадь Мадлен.

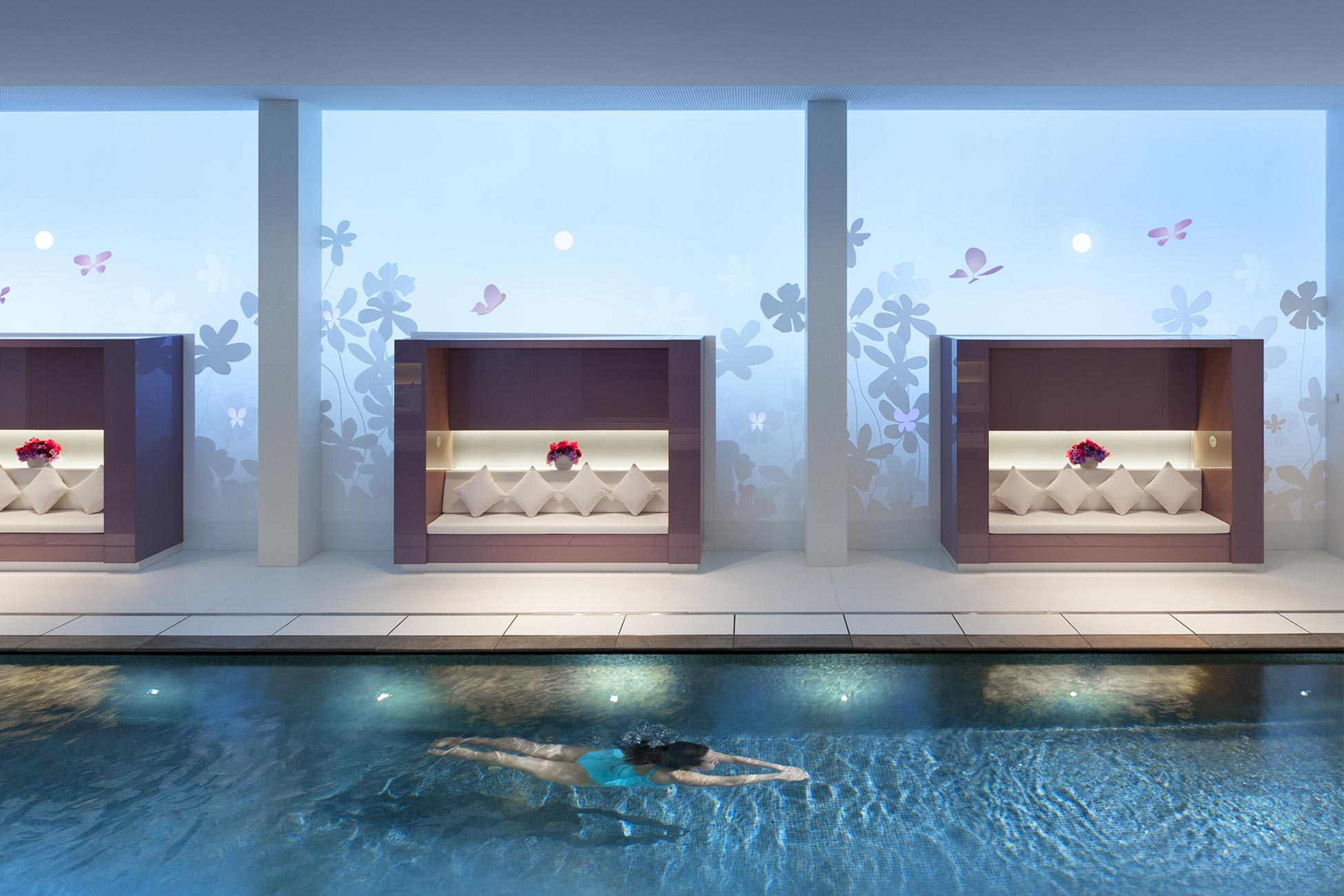
Спа-центр
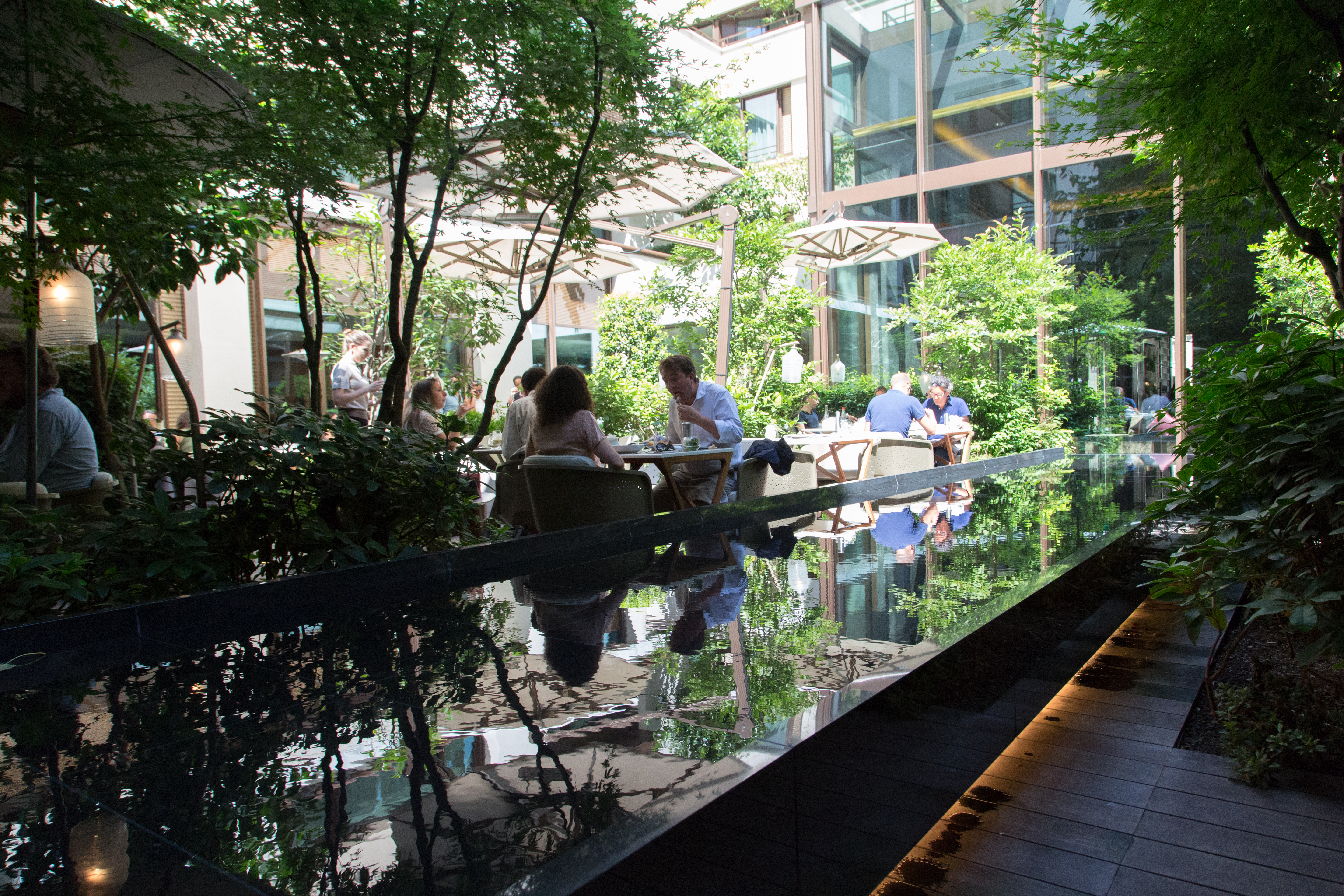
Зимний сад
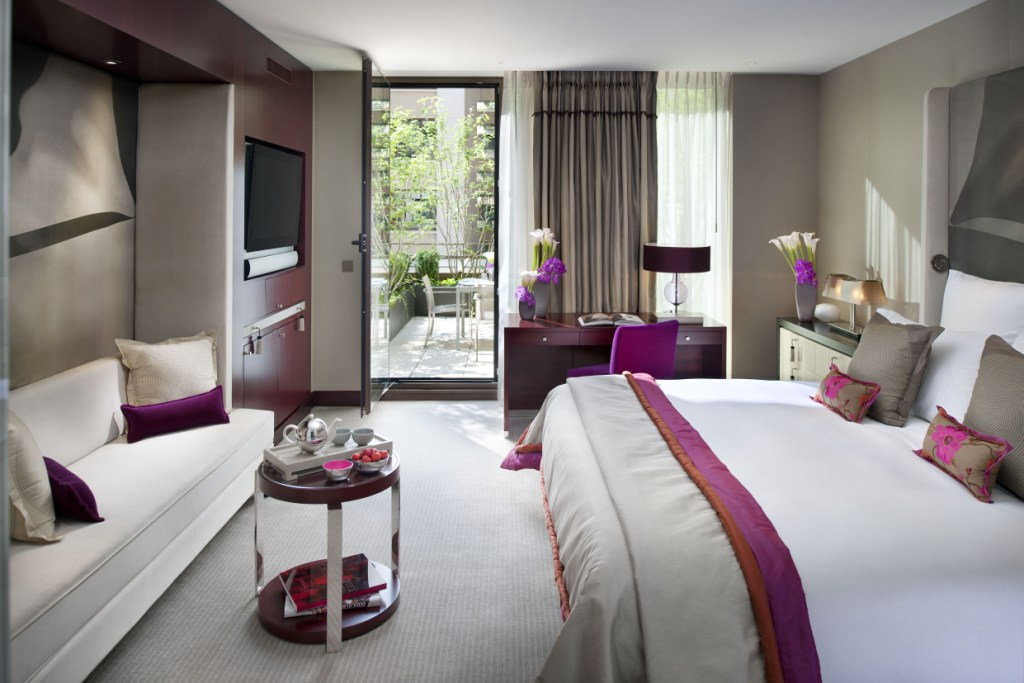
Номер
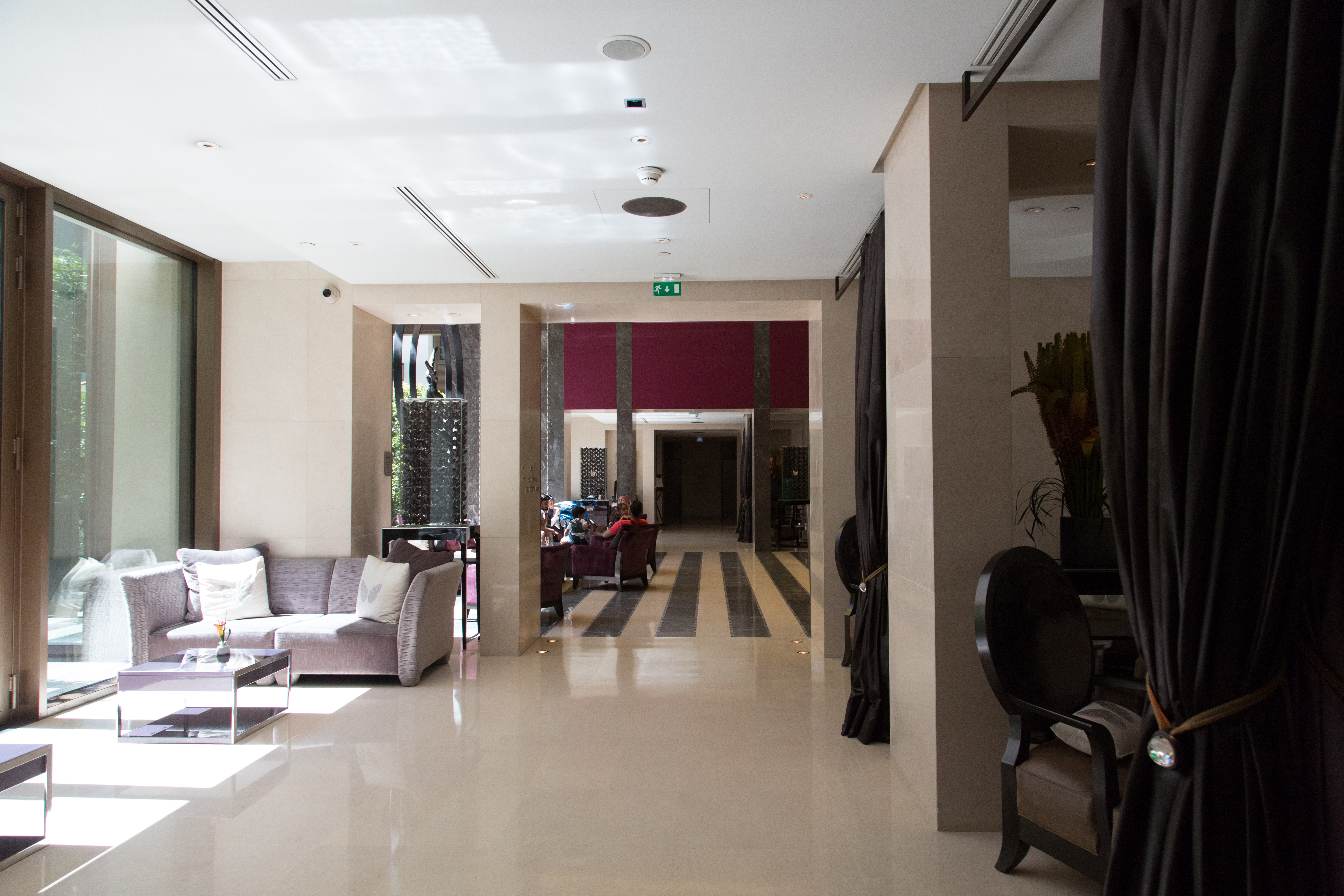
Номер